# Flughafen Verona

i7
i11
i13
Der Flughafen Verona (ital. Aeroporto di Verona-Villafranca „Valerio Catullo“, IATA-Code: VRN, ICAO-Code: LIPX) ist ein italienischer Flughafen, der zivil und militärisch genutzt wird. Er liegt zwölf Kilometer südwestlich von Verona bei Villafranca di Verona. Auf dem westlich der Start- und Landebahn gelegenen militärischen Teil befinden sich keine fliegenden Einheiten mehr. Das zivile Terminal befindet sich ganz im Nordosten.

## Verkehrsanbindung
Der Flughafen grenzt südwestlich unmittelbar an eines der wichtigsten Autobahnkreuze Italiens. Hier treffen die Brennerautobahn A22 und die in west-östlicher Richtung verlaufende A4 aufeinander. Über diese beiden Autobahnen sind neben Verona Städte wie Trient, Vicenza, Mantua und Brescia, der Gardasee und die südlichen Alpen zu erreichen.
Die Innenstadt Veronas ist über eine gut ausgebaute Straße mit dem Flughafen verbunden. Neben Taxis verkehren Shuttle-Busse, die im 20-Minuten-Takt den Hauptbahnhof Porta Nuova ansteuern. Knapp ein Kilometer südöstlich des Terminals liegt an der Bahnstrecke Verona–Mantua der Bahnhof Dossobuono. Dieser gilt nicht als Flughafenbahnhof. Der Flughafen soll einen eigenen Anschluss an diese Eisenbahnstrecke und damit an Verona Porta Nuova bekommen.

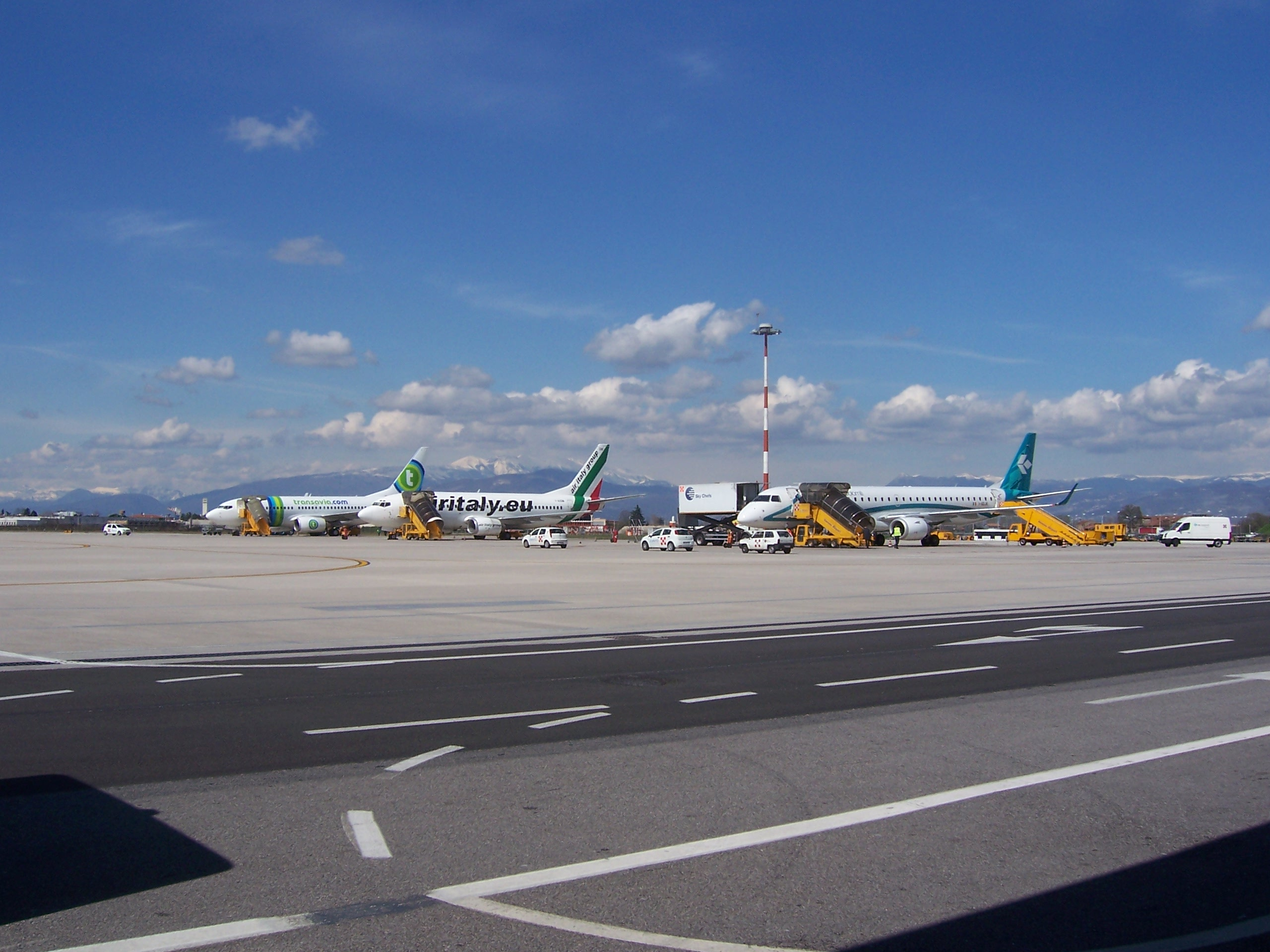
Blick über das Vorfeld nach Norden

## Fluggesellschaften
Der Flughafen Verona wird derzeit von 24 Fluggesellschaften bedient. Die meisten Linienflüge ab Verona bieten Eurowings, ITA Airways, Aer Lingus, Air Dolomiti, Air Moldova, Alba Star, Blue Panorama Airlines, British Airways, Easyjet, Ernest Airlines, Flybe, Fly One, Lufthansa, Meridiana, Neos, Norwegian, Ryanair, Siberian Airlines, Transavia, Thomson Airways, Wizz Air, Volotea und Vueling. Air Dolomiti hat ihren Unternehmenssitz in Dossobuono, Verona-Villafranca ist ihr Heimatflughafen, ihr Drehkreuz ist jedoch der Flughafen München.

## Militärische Nutzung

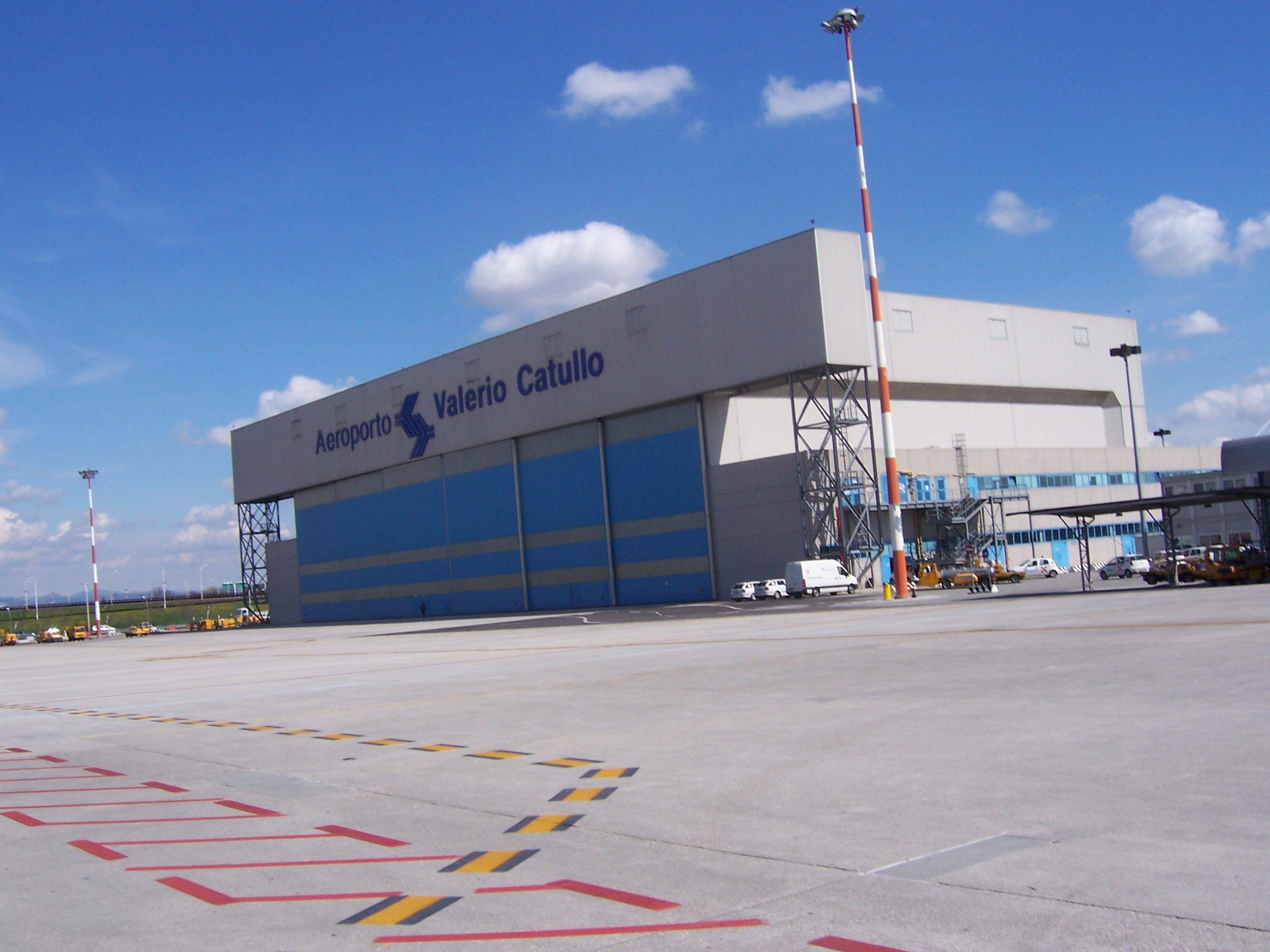
Hangar

Auf dem militärischen Teil des Flughafens befand sich bis in die 1990er Jahre ein mit AMX-Kampfflugzeugen ausgerüstetes Aufklärungsgeschwader der italienischen Luftwaffe. Die gepanzerten Flugzeug-Shelter für zwei Staffeln sind noch immer vorhanden. Der militärische Teil dient nur noch als vorgeschobener Stützpunkt und als Unterkunft für Unterstützungseinheiten.
Verona-Villafranca ist an das Northern Italy Pipeline System angeschlossen.

## Zwischenfälle
- Am 13. Dezember 1995 stürzte eine durch Romavia für Banat Air betriebene Antonow An-24 (YR-AMR) kurz nach dem Start vom Flughafen Verona wegen eines Strömungsabrisses in den Boden. Ursache war, dass die Maschine trotz Schneefalls nicht enteist worden war. Darüber hinaus war sie um mindestens zwei Tonnen überladen. Alle 49 Menschen an Bord wurden getötet (siehe auch Banat-Air-Flug 166).[2]

## Weitere Flughäfen
Im Nordwesten Veronas befindet sich der Flugplatz Verona-Boscomantico. Dort befindet sich ein Aeroclub und ein Verein für Fallschirmspringer.
Die Flughafengesellschaft Aeroporto di Verona/Aeroporti Sistema del Garda betreibt neben dem Flughafen Verona-Villafranca auch den etwas weiter westlich gelegenen Flughafen Brescia-Montichiari, der von Low-Cost und Charterfluggesellschaften angeflogen wird.